# Acrocercops convoluta
Acrocercops convoluta là một loài bướm đêm thuộc họ Gracillariidae. Loài này có ở Tây Bengal, Ấn Độ, cũng như Sri Lanka và Việt Nam. Nó được miêu tả bởi Edward Meyrick năm 1908.